# فارمر كيلي
فارمر كيلي (بالإنجليزية: Farmer Kelly)‏ هو لاعب كرة قدم أمريكية أمريكي، ولد في 22 يناير 1889 في أورليندا في الولايات المتحدة، وتوفي في 26 أبريل 1981 في كولومبوس في الولايات المتحدة.